# Daleszyce (gemeente)
De gemeente Daleszyce is een stad- en landgemeente in het Poolse woiwodschap Święty Krzyż, in powiat Kielecki.
De zetel van de gemeente is in Daleszyce.
Op 30 juni 2004 telde de gemeente 14 587 inwoners.

## Oppervlakte gegevens
In 2002 bedroeg de totale oppervlakte van gemeente Daleszyce 222,18 km², waarvan:
- agrarisch gebied: 36%
- bossen: 57%

De gemeente beslaat 9,89% van de totale oppervlakte van de powiat.

## Demografie
Stand op 30 juni 2004:
| Omschrijving                   | Totaal | Totaal | Vrouwen | Vrouwen | Mannen | Mannen |
| ------------------------------ | ------ | ------ | ------- | ------- | ------ | ------ |
| eenheid                        | aantal | %      | aantal  | %       | aantal | %      |
| inwoners                       | 14 587 | 100    | 7321    | 50,2    | 7266   | 49,8   |
| bevolkingsdichtheid (inw./km²) | 65,7   | 65,7   | 33      | 33      | 32,7   | 32,7   |

In 2002 bedroeg het gemiddelde inkomen per inwoner 1419,52 zł.

## Administratieve plaatsen (sołectwo)
Borków, Brzechów, Cisów, Danków, Komórki, Kranów, Marzysz, Mójcza, Niestachów, Niwy, Sieraków, Słopiec, Smyków, Suków, Szczecno, Trzemosna, Widełki.

## Aangrenzende gemeenten
Bieliny, Górno, Kielce, Łagów, Morawica, Pierzchnica, Raków